# North Weeki Wachee
North Weeki Wachee ist  ein census-designated place (CDP) im Hernando County im US-Bundesstaat Florida. Das U.S. Census Bureau hat bei der Volkszählung 2020 eine Einwohnerzahl von 9.131 ermittelt.

## Geographie
North Weeki Wachee liegt rund 15 km westlich von Brooksville sowie etwa 70 km nördlich von Tampa. Der CDP wird vom U.S. Highway 19 und der Florida State Road 50 durchquert bzw. tangiert.

## Demographische Daten
Laut der Volkszählung 2010 verteilten sich die damaligen 8524 Einwohner auf 4412 Haushalte. Die Bevölkerungsdichte lag bei 446,3 Einw./km². 94,1 % der Bevölkerung bezeichneten sich als Weiße, 2,3 % als Afroamerikaner, 0,3 % als Indianer und 0,8 % als Asian Americans. 1,1 % gaben die Angehörigkeit zu einer anderen Ethnie und 1,4 % zu mehreren Ethnien an. 8,3 % der Bevölkerung bestand aus Hispanics oder Latinos.
Im Jahr 2010 lebten in 20,5 % aller Haushalte Kinder unter 18 Jahren sowie 50,3 % aller Haushalte Personen mit mindestens 65 Jahren. 70,3 % der Haushalte waren Familienhaushalte (bestehend aus verheirateten Paaren mit oder ohne Nachkommen bzw. einem Elternteil mit Nachkomme). Die durchschnittliche Größe eines Haushalts lag bei 2,27 Personen und die durchschnittliche Familiengröße bei 2,64 Personen.
17,4 % der Bevölkerung waren jünger als 20 Jahre, 13,1 % waren 20 bis 39 Jahre alt, 26,8 % waren 40 bis 59 Jahre alt und 42,5 % waren mindestens 60 Jahre alt. Das mittlere Alter betrug 55 Jahre. 49,2 % der Bevölkerung waren männlich und 50,8 % weiblich.
Das durchschnittliche Jahreseinkommen lag bei 47.162 $, dabei lebten 12,8 % der Bevölkerung unter der Armutsgrenze.
Im Jahr 2000 war Englisch die Muttersprache von 91,63 % der Bevölkerung, spanisch sprachen 5,45 % und 2,92 % hatten eine andere Muttersprache.